# (9909) Eschenbach
(9909) Eschenbach es un asteroide que forma parte del cinturón de asteroides y fue descubierto por Cornelis Johannes van Houten, Ingrid van Houten-Groeneveld y Tom Gehrels el 26 de marzo de 1971 desde el observatorio del Monte Palomar, Estados Unidos.

## Designación y nombre
Eschenbach recibió al principio la designación de 4355 T-1. Se llama así por Wolfram von Eschenbach (1168-1220) fue, junto con Hartmann von Aue y Godofredo de Estrasburgo, uno de los poetas más importantes de la época medieval. Comenzó como compositor de canciones y posteriormente escribió tres grandes epopeyas: Parzival, basado en el fragmento Gralsepos de Chrétien de Troyes, y las dos obras inacabadas Titurel y Willehalm.

## Características orbitales
Eschenbach orbita a una distancia media del Sol de 2,348 ua, pudiendo alejarse hasta 2,733 ua y acercarse hasta 1,962 ua. Su inclinación orbital es 4,323 grados y la excentricidad 0,164. Emplea 1313,79 días en completar una órbita alrededor del Sol.

## Características físicas
La magnitud absoluta de Eschenbach es 13,99. Tiene 3,404 km de diámetro y su albedo se estima en 0,460.